# Родильна обрядовість українців
Роди́льна обрядо́вість се́лища Бабаї́ Ха́рківського райо́ну Ха́рківської о́бласті — 
традиційна тема етнографічного дослідження. Чимало сімейних обрядів прийшло до нас із сивої давнини, коли ще наші предки жили племенами. Вони передавалися з покоління в покоління за допомогою усної фольклорної творчості. Багато відомостей про сімейні обряди можна знайти в різних літературних джерелах. Завдяки глибокому педагогічному змісту, естетичній культурі ці обряди зберігаються багато віків. Обряди, традиції, сімейні звичаї — все це наша культурна спадщина. З їх допомогою ми вивчаємо культуру і побут нашого народу, відроджуємо і розвиваємо національну культуру. Не зважаючи на те, що було проведено багато досліджень, все ж сімейні обряди, зокрема родильні, залишаються недостатньо вивченими, особливо в східній частині України.

## РОДИЛЬНА ОБРЯДОВІСТЬ СЕЛИЩА БАБАЇ

### Народження
У своїй книзі «Дослідження з етнографії та історії культури Слобідської України» Микола Федорович Сумцов пише, що «вагітна жінка повинна стерегтись не тільки від того, що їй без сумніву шкодить, але з народного погляду часто-густо й від таких подій, які не мають розумного обґрунтування, наприклад, не дивитись на жаб, на калік, не переступати й не топтати віника або деркача… (щоб легше проходили роди).
Звичайно перед пологами вагітна жінка ховається, щоб люди менш знали. В хаті одмикаються усі замки, на одежі ростьобують усі застьожки, щоб породіллі було легше».
Зараз своїх діточок жінки народжують в пологових будинках, протягом усієї вагітності вони перебувають під наглядом медичних працівників. Сьогодні майже неможливо знайти жінку, яка б народжувала своїх дітей вдома і при цьому їй допомагала бабка — повитуха.
Спілкуючись зі старожилами селища Бабаї, я знайшла бабусю, яка мені розповіла про те, як народжували раніше…«Це було в 1939 році, у лютому місяці. Зима того року була сувора. Морози стояли до 30 градусів і снігу намело чимало. Ще зранку жінка відчула себе не зовсім добре. А так, як це були перші пологи, не звернула на свій стан здоров'я увагу. Та все ж підсвідомо приготувала обід на кілька днів і прибрала у будинку. Переглянула заздалегідь зшите своїми руками «придане» для дитини. По обіді до неї завітала сусідська дівчинка. Жінці вже зовсім стало зле і вона послала дівчинку по чоловіка, який працював у колгоспі.
Через деякий час чоловік прийшов додому разом із бабкою — повитухою. На вигляд «бабці» було років 45. Вона швиденько зняла верхню одежу, вимила руки і оглянула жінку. «Через три години буде головань» — сказала «бабця». Разом з чоловіком вони розтопили піч, поставили казан з водою, в який додали цілющі трави. Застелили постіль у «кутку» (так називали місце біля печі — дерев'яний поміст, прикритий ковдрами). Пройшло дві години. За цей час бабця приготувала відвар трав і напоїла ним жінку, прочитала молитви. Від її погладжувальних рухів по спині та животі жінці стало легше. «Бабця» звернулась по допомогу до чоловіка. Вона посадила його на стілець, жінка сіла йому на коліна. Чоловік за вказівками «бабці» трохи натиснув зверху на живіт і немовля з'явилося на світ. То був хлопчик. Зважити дитину було ні на чому, та «бабця» сказала, що хлопчик «велетень» і важить більше п'яти кілограмів. Вона зав'язала пуповину, обтерла дитину вологим рушником та загорнула у пелюшки. Зразу ж після цього віддала хлопчика батькові, щоб дитина перейняла батьківську силу. Поки вона поралась біля жінки, батько милувався дитиною. Аж ось «бабця» впоралась і чоловік підніс дитину до матері та приложив її до грудей. Немовля почало смоктати. Кажуть, що краплі молока, які з'їсть дитина зразу ж після народження додадуть їй сили, збережуть у подальшому від спадкових хвороб.
До народження дитини родина готувалась заздалегідь.
«- Ти, дитино, ще мала, але коли виростеш і сама станеш мамою, пам'ятай: ростиме дитина здоровою та щасливою, коли будеш дотримуватись певних правил», — розповідала авторові даної роботи мешканка селища.

Колишня світлиця

«Пупець у хлопчика відрізають на сокирі, щоб з нього вийшов майстер, у дівчинки — на гребні, щоб пряха була. „Місце“ посипають житом і закопують в хаті. Коли дитина родиться мертва, то її ховають в хаті під столом або під порогом, або на току, де стоги ставлять, „на поду“, позаяк перші снопи кладуть навхрест і місце на поді таким чином освячується».
Зараз колисок майже не використовують. Багато молодих сімей зразу ж маленьке дитятко кладуть в ліжечко, зроблене з дерева або пластмаси. Колиски для дітей можна побачити рідко і то в глухих селах, вони виготовлені зі сплаву металу, пластмаси та різної деревини.
А раніше:

• для доньки батько сам робив колиску з верби, або калини, щоб була вона завжди бадьорою і жвавою;

Маленьке дитятко ложать у колиску

• для синочка люльку батько робив з дуба або ясеня. За народним повір'ям вони роблять хлопчика сильним та розумним.

«Життя дитини поширяється повагом. Спершу його держать в пелюшках в колисці. Мати співає над ним люб'язні, чулі пісні. Під ці пісні в звуках рідної української мови просипаються й ростуть перші думки та почуття людини, — святе діло мати і святе діло рідна мова!
Колискові пісні занадто прості, мнякі, цілком пристосовані до перших проміннів розуму в дитини».
Здебільшого матуся або сестричка (якщо вона є) співають колискові пісні». Ось таку колискову співали у селищі Бабаї:
Пішла киця по водицю 
Та й упала у криницю.
Пішов котик рятувати,
Та й за вушка витягати.
Витяг за вушка,
Посадив на сушка.
Дивись кицю на все поле,
Та виорем нивку,
Та посієм материнку.
Материнка не вродила,
А вродив лопушок
Та пошиєм фартушок.
Де кінці, де кінці,
Пошиємо штанці.
А — а, а-а, котино, 
Засни, моя дитино.
На попові толоки,
Там травиці по боки.
І травиця, і вода,
І дівчина молода.
Кудельку попряде, 
Туди — сюди нитку,
Та зв'яжемо свитку.
А-а, а-а, котино,
Засни, моя дитино.
Налетіли гулі, 
Посідали на воротях,
А ворота впали,
Телят полякали,
А люди побігли
Попові сказали.
А піп з печі
Та побив плечі.
А матушка з полу
Та вибила ногу.
А-а, а-а, котусю,
Займи мою телусю.

Старожил селища Бабаї, Харківського району, Харківської області
Ярошенко А.В. 1924р.н.

Старожил селища Бабаї, Харківського району, Харківської області
Ломакіна О.В. 1925р.н.

Старожил селища Бабаї, Харківського району, Харківської області
Кузнєцова Є.С. 1928р.н.

Перше годування

Мати заготовляла лікарські рослини: чебрець, м'яту, безсмертник, материнку, полин. Ці чудесні квіти оберігали дітей від злих очей. Майже біля кожного будинку в нашому селищі росте хміль. Зі словами «Хмелику хмельовий, служнику землі — матері. Прошу тебе шишок дати, сон у колисоньку з вечернею зорею накликати», зривали його і вішали на люльці. Сон дитини ставав глибоким та міцним.
А ще — мати сама шила сорочечку дитині та вишивала її. То була пам'ять про матір і берегла її дитину усе своє життя.

### Перша купіль
Після того, як відпадала пуповина, дитину можна було купати. Це було на 4 — 5 день після народження. У першому купанні дитини брала участь вся родина. Купати дитину треба було після заходу сонця. Батько заносив ночовки, ставив їх на лаву біля печі та наливав води.

Перша купіль

Закатавши рукав сорочки, ліктем пробував воду, чи не гаряча. До першої купелі обов'язково додавали свяченої води, щоб вберегти дитину від злих очей, а ще відвари трав. Щоб дитина росла гарною додавали трохи молока, а ще голку або шильце, щоб була працьовитою. Батько клав у першу купіль гроші, щоб була його дитина у майбутньому багатою та щедрою.
Вперше дитину купав батько. Мати розгортала немовля і подавала батькові в одній тоненькій пелюшці. Батько тихенько опускав її у воду, підтримуючи голівку. Помаленьку поливав її водою і примовляв: «Щоб купалося — щастя мало; щоб росло — не хворіло». В цей час мати підігрівала пелюшку біля свічки, що зосталася після Великодня. Ця свічка магічну силу має, її тепло оберігало дитину від усіляких негараздів. Дитину виймали з купелі і загортали в пелюшки. Воду з першої купелі слід було вилити на наступний ранок до схід сонця під дерево або кущ, у те місце, де ніхто не ходить.

### Обряд хрещення дитини
Коли дитина здорова, то незабаром її хрестять. Це є першою найбільш вагомою подією у житті немовляти, батьків та родини. Хрестини — родинне свято на честь як народження, так і введення дитини у світ людей і, насамперед, — в родинне коло. Подолано перші випробування, і родина, друзі, сусіди, прийнявши до себе новонародженого, складають подяку Богові за посланий Дар, святкують, величають батьків, висловлюють побажання на щасливе життя та світлу долю, які можна розглядати і як рекомендації щодо навчання та виховання, облаштування побуту винуватця торжества.
Ось як цей обряд проходить у селищі Бабаї Харківського району Харківської області.
Вибираючи кумів часом ще до пологів, батьки радяться між собою і надають перевагу рідним. І кумові, і кумі честь і слава однакова, чи то за дівчиною чи за хлопцем будуть кумувати, хіба що за дівчиною кум важніший, а за хлопцем кума. У куми вибирають звичайно людей з добрими рисами, бо вважається, що вони переходять на дитину. Кумів просить у селищі Бабаї батько, запросини відбуваються особисто. Кумам приносять у дарунок хліб і сіль. Зважають також і на достаток кума, бо його багатство дарує щастя дитині й забезпечує її майбутнє.

Хрещення дитини у церкві

У нас ще зберігся старий звичай:
- не відмовляти батькам — «від хреста гріх відказатись»;
- нареченим не можна тримати одну дитину до Христа;
- не дозволяється заходити до храму жінці «нечистій», а отже, й хрестити;
- хрещені батьки повинні знати молитву «Отче наш»;
- зважають на те, щоб куми жили між собою згідно з вимогами церкви;
- за столом їм заборонено разом сидіти;
- заборонено віддаватися грішному коханню, бо це шкодить дитині і їй не принесе добра.

Батькам, як правило, заборонено йти до хреста з дитиною. Стати хрещеними батьками — велика відповідальність не лише перед немовлям, а й «перед Богом та людьми». Кажуть старенькі: «Батьки суджені, а кум і кума — люблені».
Хрещення відбувається у селищі Бабаї в церкві. День хрещення має особливе значення, оскільки від нього залежить доля дитини, тому у нас для цього дня обирають неділю.
Викупану дитину мати сповиває у нові пелюшки (зараз одягає у красиве вбрання) й, перехрестивши дорогоцінний сповиточок, передає кумі: «Віддаю вам народжене, а ви мені принесіть хрещене». Мати, віддаючи дитину до хреста розжовувала зубчик часнику і дмухала на дитину для того, щоб не чіплялись злі сили. Тепер — у дорогу. Першу й найвідповідальнішу. Бо то — дорога до Храму. Хрещені батьки беруть немовля у батьків і несуть до церкви (зараз підвозять машиною).
Або «баба-повитуха передає дитину кумові і говорить: „Нате вам новорожденне, а нам принесіть молитвенне й хрещене“. Кум передає дитину кумі, і йдуть до церкви хрестини правити».
Ідучи до церкви хрещені батьки не розмовляють між собою. Хрещена мати заздалегідь готує крижму — велику білу пелюшку (зараз це рушник), щоб після купелі можна було загорнути в неї немовля. Хрещений батько купує для хрещеника хрестик (зараз це золотий або срібний) та іконку, якою у майбутньому

Родина хрещенної дитинки біля церкви

благословляють до шлюбу. У повній тиші в церкві відбувається церковний обряд хрещення. Хлопчика заносять у вівтар, дівчинку підносять до вівтаря. Чхання дитини під час хрещення вказує на довге життя й добре здоров'я. Крик або плач — добрий знак, натомість за недобрий знак вважається, як дитина мовчатиме або скривиться. Тут дитина, окроплена свяченою водою, вперше в житті мирована миром, в супроводі молитви прилучається до світу хрещеного та отримує захист самого Всевишнього. Старенькі мешканки селища кажуть, що саме в цей час Бог посилає дитині ангела — охоронця.
Після обряду хрещення всі повертаються додому. На повернення кумів нетерпляче чекає вся родина, вболіваючи за щасливий перебіг обряду. Повернувшись додому, охрещене дитя передають матері зі словами: «Нате ваше народжене, а наше хрещене. Хай Бог годує і добру долю готує. Дай Боже, діждати і на посад сідати».
Батьки запрошують кумів і всіх присутніх до столу на святковий обід. На стіл подають усе найкраще. Передусім має бути горілка, якою все починається і все закінчується. «Хазяїн частує кумів горілкою і бризкає нею під стелю, щоб дитина виросла та підскакувала».
Передусім спеціально на цей день готують печиво і паляниці (зараз купують у крамниці), млинці, печену курку, смажену рибу, ковбасу, сало, овочі.
Колись хрестини справлялися дуже урочисто, доки дозволяли обставини, тепер вони тривають не довше двох днів.

### Обряд пострижин
Останнім часом модними стали усілякого роду народні (та й псевдонародні) передбачення, прикмети і таке інше. Трапляються серед них і справжні забобони, які навряд чи варто повертати до життя. Але є й речі неминущі, перевірені й підтверджені багатовіковим людським досвідом. До таких, безперечно, належить обряд пострижин.
У селищі Бабаї Харківського району Харківської області й досі існує уявлення, що дитину не можна стригти до року: хворітиме на голову, не ростиме волосся. Отож на першу річницю запрошують гостей і роблять пострижини. Ця церемонія є відгомоном давніх обрядів.

Обряд пострижин

Ось як цей обряд проходить у селищі Бабаї. На стіл кладуть кожух вовною наверх і садять на нього іменинника, примовляючи: «Щоб був багатий, як кожух волохатий». Хрещений батько зрізає малому волосся з лоба та потилиці, а хрещена мати з боків. Зістриженого чуба кладуть на тацю застелену вишитим рушником, поряд виставляють пляшку горілки та чарки і обносять присутніх. Гості скидають на тацю гроші з побажаннями: «Щоб дитина росла, грошовита була», «Щоб волосся було, як кожух», «Щоб здорове було і не хворіло». Під кожуха підкладають гребінець — якщо дівчинка; ніж — як хлопчик. Зверху розкладають ті чи інші предмети й пильнують, що візьме дитинча. Нитки — кравцем стане, книжку — буде грамотний. Обов'язково на це свято печуть солодкий пиріг з вишнями, яблуками (зараз використовують торт), який перш ніж поділити і роздати присутнім, ламають над головою дитини, примовляючи: «Щоб життя було солодке й добре, щоб діждати весілля ще й коровай ділити».
Раніше зрізане волосся закопували під грушу — щоб кучерявий був, чи вербу — щоб довгі коси були або «волосся ховають в тину, щоб кучерявим був, або в коров'ячий кізяк, щоб чорнявий був; так тепер з'ясовують звичай, в ґрунті котрого криється інша мета — щоб яка зла личина не знайшла волосся на шкоду дитині».
Тепер волосся загортають у папірець і зберігають до повноліття дитини і дарують їй його з її першими молочними зубами, що випали, першими малюнками, відеозаписами з садочка та школи.